# Latákie
Latákie nebo Lázikíja (arabsky اللاذقية‎, al-Lázikíja; francouzsky Lattaquié; turecky Lazkiye; latinsky Laodicea ad Mare) je město v Sýrii. Nachází se na pobřeží Středozemního moře a je to důležitý přístav. Je to páté největší město v Sýrii a největší syrské město na pobřeží Středozemního moře.
„Latakie“ je mimo jiné taktéž názvem specifického tabáku z této oblasti.

## Dějiny
Historie města se datuje do dob Féničanů, kteří tu postavili pobřežní obchodní stanici nazvanou Ramitha. (Asi 10 km na sever odtud se nacházelo důležité starověké město Ugarit.) Dnešní město bylo založeno králem Seleukem I. Níkátórem (305–281 př. n. l.), zakladatelem Seleukovské říše, který město pojmenoval Laodicea (řecky Λαοδικεία) po své matce Laodiké Makedonské. Od toho se odvozuje dnešní arabský název Lázikíja i názvy v ostatních jazycích.

## Doprava
Hlavním letištěm pro Latákii je mezinárodní letiště Latákie ležící přibližně dvacet kilometrů jihovýchodně od města.

## Partnerská města
- Jalta, Ukrajina

## Osobnosti
- patriarcha Jan X.